# Smârdan
Smârdan est une commune roumaine située dans le județ de Tulcea.